# Rua General Andrade Neves
A Rua General Andrade Neves é uma rua localizada no centro histórico da cidade brasileira de Porto Alegre, capital do estado do Rio Grande do Sul.

## Histórico
É uma das mais antigas ruas da capital gaúcha, tendo sido inicialmente denominada de Rua Nova, de 1777 até 1869. Era uma estreita passagem que começava na Rua da Ladeira (atual Rua General Câmara) e ia até a Rua de Bragança (atual Rua Marechal Floriano Peixoto).
No projeto inicial, a Rua Nova deveria seguir a mesma direção da Rua da Praia e da Rua Cotovelo (atual Rua Riachuelo), estendendo-se até a Santa Casa, mas este projeto não chegou a se concretizar.
Em 18 de setembro de 1869, um ano após a morte em combate na Guerra do Paraguai do herói riograndense Joaquim de Andrade Neves, a Câmara da cidade decidiu homenageá-lo, denominando a Rua Nova de Rua Barão do Triunfo. Porém, como esta denominação já existia em outra rua, no bairro Menino Deus, em outubro de 1869 a Câmara oficializou a antiga Rua Nova com o nome de Rua General Andrade Neves.